# Stanadyne
Stanadyne LLC (già Stanadyne Automotive Corporation) è un'azienda statunitense produttrice di pompe carburante e iniettori per motori a combustione interna. La sede è a Windsor (Connecticut). È specializzata in particolare nell'iniezione diretta, sistemi common rail, e accessori per motori Diesel.

## Storia
La società venne fondata nel 1876 come Hartford Machine Screw Company. Nel 1900 divenne Standard Screw Company.
Come suggerisce il nome, l'azienda si occupava di produzione di viterie, attività che fu mantenuta fino agli anni '50 del XX secolo, quando iniziò anche la fabbricazione di sistemi di iniezione per motori a combustione interna e anche rubinetterie ad uso industriale e domestico.
Nel marzo 1970 Standard Screw Company divenne Stanadyne.

### La pompa Roosa e il rubinetto Moen
Nel maggio 1947, venne siglato un accordo con Vernon D. Roosa della Hartford Machine Screw che permise il perfezionamento di una pompa carburante per motori Diesel. Nel 1952 la pompa Roosa venne messa in produzione, dopo alcuni anni di sviluppo.
Nel 1956, l'azienda raggiunse un accordo con la Ravenna Metal Projects per acquisire il progetto del primo esempio di rubinetto per acqua uso domestico tipo miscelatore monocomando, inventato da Alfred M. Moen.
Dopo un avvio commerciale di promozione del prodotto, dagli anni '70 il rubinetto prese piede fino ad arrivare lo standard nelle nuove installazioni. La Moen Incorporated fatturò da 40 milioni di US$ nel 1972 a 100 milioni di US$ nel 1979.
Durante gli anni '80 cambiò diverse volte la proprietà. Nel 1988, Forstmann Little & Company comprò Stanadyne per 820 milioni di US$. KSP acquisì il settore automotive creando nel febbraio 1989 la Stanadyne Automotive Corp. American Industrial Partners fu proprietaria dal 1997 al 2004, quando la società divenne della Kohlberg & Company.

## Insolvenza
Il 16 febbraio 2023, Stanadyne entra in bancarotta. Tra le conseguenze, a fine 2024, viene dichiarato chiuso il sito produttivo di Castenedolo in provincia di Brescia; a marzo 2025 l'azienda tedesca Motorenfabrik Hatz dichiarerà di volerlo rilevare.